# Мацакара
Мацакара (итал. Matzaccara) је насеље у Италији у округу Карбонија-Иглесијас, региону Сардинија.
Према процени из 2011. у насељу је живело 547 становника. Насеље се налази на надморској висини од 5 м.